# Mbarika Fall
Mbarika Fall (Saint-Louis, 9 dicembre 1970) è un'ex cestista senegalese.

## Carriera
Con il Senegal ha disputato i Giochi olimpici di Sydney 2000 e due edizioni dei Campionati mondiali (1998, 2002).